# Kraljevo

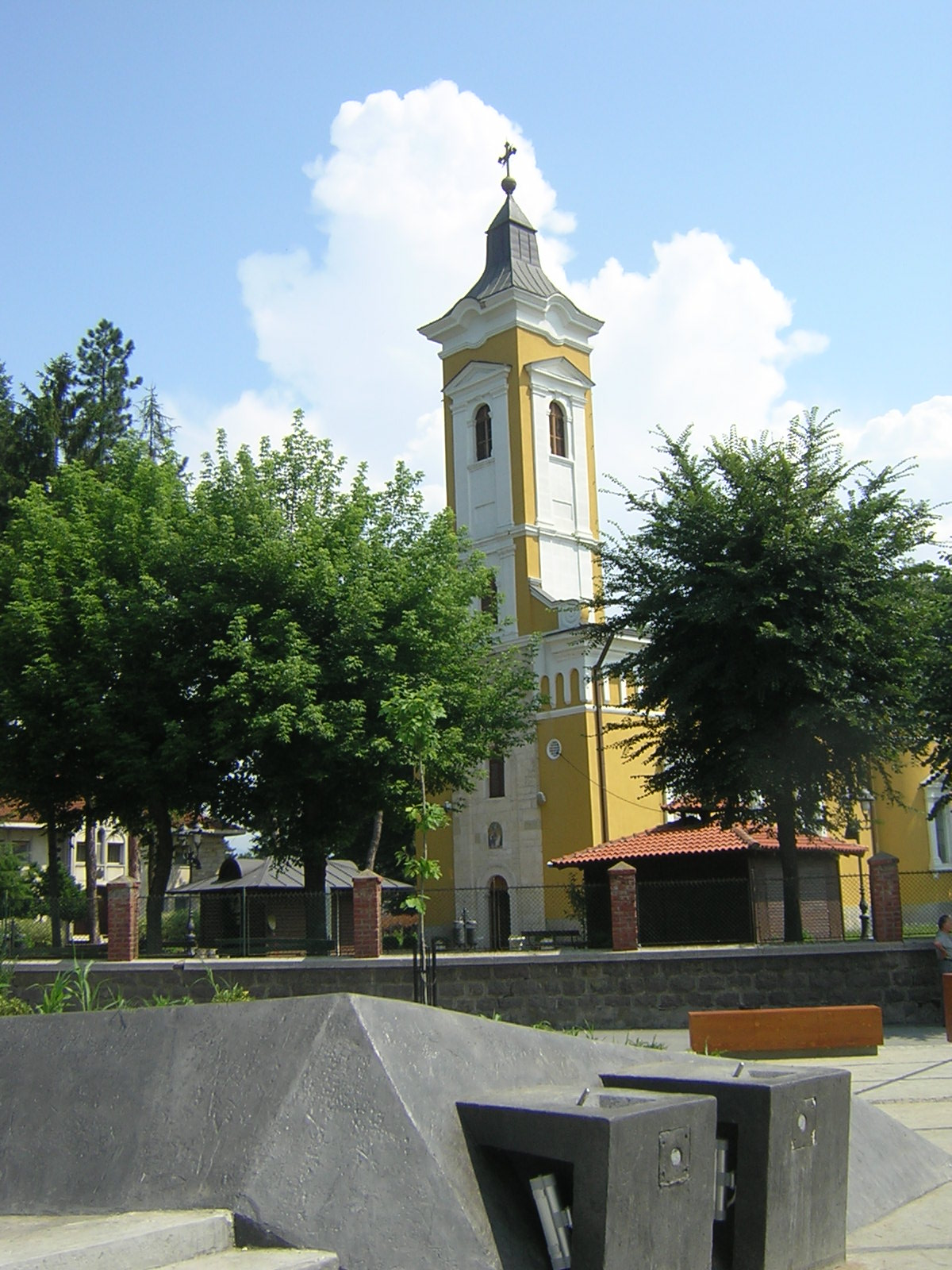
Die Serbisch-orthodoxe Dreifaltigkeitskathedrale in Kraljevo

Kraljevo (serbisch-kyrillisch Краљево) ist eine Stadt in Serbien mit 65.660 Einwohnern (2011). Die Stadt befindet sich am Ibar, sieben Kilometer westlich von dessen Mündung in die Westliche Morava in einem Mittelgebirgstal zwischen den Kotlenik-Bergen im Norden und den Stolovi-Bergen im Süden. Kraljevo ist Hauptort des serbischen Bezirks Raška und der Opština Kraljevo (125.000 Einwohner).

## Geschichte
Ältere Namen der Stadt sind Rudo Polje, Karanovac bzw. Rankovićevo (nach Aleksandar Ranković). Den heutigen Namen, der „Königsstadt“ bedeutet, trägt sie nach dem serbischen König Milan I. (Regierungszeit von 1868 bis 1889), der Kraljevo anstelle von Čačak zum Bistum erhob.
Im Ersten Weltkrieg eroberten deutsche Truppen im Zuge des Serbienfeldzugs am 6. November 1915 Kraljevo. Danach war die Stadt bis zum Ende des Ersten Weltkriegs von österreichischen Truppen besetzt. 
Im Zuge der Besetzung Jugoslawiens während des Zweiten Weltkriegs rückte 1941 die deutsche Wehrmacht in die Stadt ein. Als Vergeltungsmaßnahme gegen Aktionen von Tschetniks verübte sie im Oktober 1941 die Massaker von Kraljevo und Kragujevac, denen mehrere tausend Zivilisten zum Opfer fielen. Das Massaker fand vor und in einer großen Montagehalle statt, die dann in mehr als 400 Güterwaggons nach Wiener Neustadt gebracht und dort neu aufgebaut wurde, weshalb die Halle im Volksmund den Namen „Serbenhalle“ erhielt. In Kraljevo befand sich während des Krieges eine Fallschirmjäger-Ausbildungs-Flugschule, die von der deutschen Luftwaffe betrieben wurde.

## Sehenswürdigkeiten
Wichtigste Sehenswürdigkeit ist die zum Kloster Žiča gehörende Krönungskirche, wo eine Reihe serbischer Könige gekrönt wurden. Diese Kirche stammt in Teilen aus dem Jahr 1210, als der Heilige Sava von Serbien das Kloster gründete. Die Kirche ist im byzantinischen Stil errichtet und später restauriert worden. In der Umgebung ist vor allem das 1986 zum UNESCO-Weltkulturerbe erklärte Kloster Studenica, 39 km südwestlich der Stadt, sehenswert.

## Söhne und Töchter der Stadt
- Kosta Manojlović (1890–1949), Komponist und Musikethnologe
- Radoš Čubrić (1934–2017), Radsportler
- Predrag Ostojić (1938–1996), Schachgroßmeister
- Rajko Čubrić (* 1958), Radrennfahrer
- Biljana Petrović (* 1961), Hochspringerin
- Goran Petrović (1961–2024), Schriftsteller
- Radisa Čubrić (* 1962), Radrennfahrer
- Vladimir Bogojevič (* 1976), Basketballspieler und -trainer
- Dragan Mladenović (* 1976), Fußballspieler
- Aleksandar Nikačević (* 1978), Radrennfahrer
- Milan Dudić (* 1979), Fußballspieler
- Slobodan Ocokoljić (* 1980), Basketballspieler
- Nenad Kovačević (* 1980), Fußballspieler
- Aleksandar Luković (* 1982), Fußballspieler
- Nenad Krstić (* 1983), Basketballspieler
- Aleksandar Trišović (* 1983), Fußballspieler
- Nikola Kovačević (* 1983), Volleyballspieler
- Dejan Lekić (* 1985), Fußballspieler
- Anja Šaranović (* 1989), Miss Serbia 2011
- Nina Micić (* 1991), Snowboarderin
- Milija Mrdak (* 1991), Volleyballspieler
- Nikola Crnoglavac (* 1992), Handballspieler
- Uroš Kovačević (* 1993), Volleyballspieler
- Mina Popović (* 1994), Volleyballspielerin
- Aleksandar Vukotic (* 1995), Fußballspieler
- Jelena Erić (* 1996), Radrennfahrerin
- Nemanja Belaković (* 1997), Fußballspieler
- Nemanja Glavčić (* 1997), Fußballspieler
- Dušan Rajović (* 1997), Radrennfahrer
- Uroš Račić (* 1998), Fußballspieler
- Filip Bačkulja (* 2002), Fußballspieler